# Gene Miller
Gene Miller (Elmira, 6 marzo 1931) è un ex hockeista su ghiaccio canadese che ha giocato nella IHL per i Toledo Mercurys.

## Statistiche
Statistiche aggiornate.

### Club
| Stagione  | Squadra            | Stagione regolare | Stagione regolare | Stagione regolare | Stagione regolare | Stagione regolare | Stagione regolare | Playoff | Playoff | Playoff | Playoff | Playoff |
| Stagione  | Squadra            | Lega              | P                 | G                 | A                 | Pt                | PIM               | P       | G       | A       | Pt      | PIM     |
| --------- | ------------------ | ----------------- | ----------------- | ----------------- | ----------------- | ----------------- | ----------------- | ------- | ------- | ------- | ------- | ------- |
| 1953-1954 | Streatham Redskins | BHL               | 59                | 57                | 37                | 94                | 37                |         |         |         |         |         |
| 1954-1955 | Harringay Racers   | BHL               | 62                | 68                | 71                | 139               | 50                |         |         |         |         |         |
| 1955-1956 | Toledo Mercurys    | IHL               | 58                | 21                | 17                | 38                | 17                | 9       | 1       | 1       | 2       | 5       |
| 1956-1957 | Toledo Mercurys    | IHL               | 60                | 13                | 13                | 26                | 21                | 5       | 0       | 0       | 0       | 0       |
| 1957-1958 | Lugano             | NLB               | ?                 | ?                 | ?                 | ?                 | ?                 | -       | -       | -       | -       | -       |
| 1960-1961 | Galt Terriers      | OHASr             | ?                 | ?                 | ?                 | ?                 | ?                 |         |         |         |         |         |